# Marija Adeodata Pisani
Marija Adeodata Pisani (Napulj, 29. prosinca 1806. – Mdina, 25. veljače 1855.), katolička opatica samostana sv. Petra u gradu Mdina na Malti. Papa Ivan Pavao II. proglasio ju je blaženom 9. svibnja 2001. godine.

## Životopis
Rođena je u Napulju 29. prosinca 1806. i ostala ondje sve do dobi od 19 godina, a zatim se preselila na Maltu, gdje ju je odgojila njena baka po ocu. Nakon smrti bake poslana je u internat. Kada je imala 22 godina ušla je benediktinski samostan sv. Petra u gradu Mdini. Uzela je ime Marija Adeodata ("dao Bog"). Položila svečane zavjete dvije godine kasnije. U klaustru, Marija Adeodata radila je kao krojačica, sakristanka, vratarica, učiteljica i pomoćnica novim redovnicama. Njezina pomoć bila je na korist njenim kolegicama redovnicama i mnogim ljudima izvan samostana.
Marija Adeodata je mnogo pisala, a najpoznatiji njen literalni rad je zbirka osobnih refleksija između godina 1835. i 1843. pod nazivom "Mistični vrt duše koja voli Isusa i Mariju". Bila je predstojnica samostana od 1851. do 1853., ali je morala otići u mirovinu, jer je patila od srčanih problema. Umrla je dana 25. veljače 1855. godine, u dobi od 48 godina, a pokopana je sljedeći dan u kripti benediktinskog samostana u Mdini.
Marija je zapamćena po svojoj svetosti, ljubavi prema siromašnima, askezi, te po ekstazama tako intenzivnima, da je mogla lebdjeti. Proces kanonizacije počeo je 1893., ali je više puta prekinut. Proglašen je blaženom 9. svibnja 2001. zajedno s Georgeom Precom i Ignaziom Falzonom.